# 仁智栄坊
仁智 栄坊（にち えいぼう、1910年7月8日 - 1993年3月31日）は俳人。高知県高知市生まれ。本名は北尾一水（きたお かずみ）。新興俳句弾圧事件の犠牲者として知られる。

## 略歴
1931年大阪外国語学校（現・大阪外国語大学）卒業後、大阪逓信局無線課に勤め、ロシア語の知識を生かして、ソビエト連邦からの無線の傍受にあたった。
岸風三楼に誘われ「京大俳句」に参加。1940年の俳句弾圧事件、いわゆる京大俳句事件に連座。1941年7月、妻とともに満洲に渡り、新京の満洲電信電話放送部に就職。同僚に高屋窓秋がいた。また森繁久弥は芸能番組を担当していた。
敗戦後、ソ連軍に反ソ活動の容疑で逮捕され、シベリアの収容所送りとなった。1949年辛うじて帰国することが出来たが、今度はアメリカのCIAからソ連のスパイとしてたびたび訊問を受け、せっかくロシア語通訳として就職できた石川島播磨造船所も退職せざるを得なくなった。
戦後は回顧録やインタビューなどは受けているものの、俳人としては目立った活動もなく82歳で没。彼自身は一度も政治活動をしたことがなく、ましてや共産党員であったこともない、まさに濡れ衣に苦しみ続けた生涯だった。句集は1冊もない。
代表作は「戦闘機ばらのある野に逆立ちぬ」など。
俳号はロシア語の「ニーチェボー」（気にするな・勝手にしやがれ）から。

## 著書
- 北尾一水名義『白系露人作家短編集』（五星書林）1943年6月